# Linia kolejowa nr 573
Linia kolejowa nr 573 – magistralna, zelektryfikowana, jednotorowa linia kolejowa znaczenia państwowego łącząca stacje techniczne Idzikowice oraz Radzice.